# Association Sportive Les Dragons Football Club de l'Ouémé
A Association Sportive Les Dragons Football Club de l'Ouémé é um clube de futebol do Benim. Disputa a Ligue 1 beninense, correspondente à primeira divisão nacional.

## Títulos
Nacionais
- Ligue 1: 1978, 1979, 1982, 1983, 1986, 1989, 1993, 1994, 1998, 1999, 2001–2002 e 2003
- Coupe de l'Indépendance: 1984, 1985, 1986, 1990, 2002
- Coupe du Bénin: 2006

Amistosos
- Tournoi International de Football de Cotonou: 2005[2]

## Jogadores notáveis
- Mouritala Ogunbiyi
- Abedi Pelé
- Peter Rufai